# Liste der Kulturdenkmäler in Dierdorf
In der Liste der Kulturdenkmäler in Dierdorf sind alle Kulturdenkmäler der rheinland-pfälzischen Stadt Dierdorf einschließlich des Stadtteils Giershofen aufgeführt. In den Stadtteilen Brückrachdorf, Elgert und Wienau sind keine Kulturdenkmäler ausgewiesen. Grundlage ist die Denkmalliste des Landes Rheinland-Pfalz (Stand: 9. Februar 2023).

## Denkmalzonen
| Bezeichnung                    | Lage                                | Baujahr | Beschreibung                      | Bild                           |
| ------------------------------ | ----------------------------------- | ------- | --------------------------------- | ------------------------------ |
| Denkmalzone Jüdischer Friedhof | Giershofen, nördlich des Ortes Lage | 1846    | 1846 angelegt; etwa 80 Grabsteine | weitere Bilder Fotos hochladen |

## Einzeldenkmäler
| Bezeichnung                          | Lage                                                              | Baujahr                            | Beschreibung | Bild                           |
| ------------------------------------ | ----------------------------------------------------------------- | ---------------------------------- | --- | ------------------------------ |
| Schulhaus                            | Dierdorf, Am Damm 1 Lage                                          | Mitte des 19. Jahrhunderts         | ehemalige Schule; siebenachsiger klassizistischer Bruchsteinbau, Mitte des 19. Jahrhunderts                                                 | Fotos hochladen                |
| Bahnhof Dierdorf                     | Dierdorf, Bahnhofstraße Lage                                      |                                    | Typenbau, dreigeschossiger Hauptbau, teilweise verschiefert, Seitenbauten                                                                   | weitere Bilder Fotos hochladen |
| Nebengebäude des Schlosses           | Dierdorf, Hanallee 1 Lage                                         | 1713                               | Mansarddachbau, angeblich von 1713, 1796 erweitert                                                                                          | Fotos hochladen                |
| Unterturm                            | Dierdorf, Hauptstraße, bei Nr. 2 Lage                             | zweite Hälfte des 14. Jahrhunderts | runder Turm der ehemaligen Stadtbefestigung mit anschließenden Mauerresten, zweite Hälfte des 14. Jahrhunderts                              | weitere Bilder Fotos hochladen |
| Uhrturm                              | Dierdorf, Hauptstraße, neben Nr. 21/23 Lage                       | zweite Hälfte des 14. Jahrhunderts | auch Mittelturm; rechteckiger Turm der ehemaligen Stadtbefestigung, zweite Hälfte des 14. Jahrhunderts; Turmuhr von Christian Kinzing, 1772 | weitere Bilder Fotos hochladen |
| Evangelische Pfarrkirche             | Dierdorf, Pfarrstraße Lage                                        | 1903/04                            | neuromanische Staffelkirche, 1903/04, spätromanischer Westturm                                                                              | weitere Bilder Fotos hochladen |
| Mausoleum der Grafen von Wied-Runkel | Dierdorf, Schlossstraße, bei Nr. 5 im ehemaligen Schlosspark Lage | nach 1816                          | kleiner neugotischer Rechteckbau, bald nach 1816; spätmittelalterliche und frühneuzeitliche Grabdenkmäler                                   | weitere Bilder Fotos hochladen |
| Schulhaus                            | Giershofen, Hintergasse 20 Lage                                   | um 1880                            | ehemalige Schule; fünfachsiger Bruchsteinbau, um 1880                                                                                       | Fotos hochladen                |
| Spritzenhaus                         | Giershofen, Vordergasse 16 Lage                                   | Anfang des 20. Jahrhunderts        | ehemaliges Feuerspritzhaus; eingeschossiger Bruchsteinbau, hölzerner Schlauchturm, Anfang des 20. Jahrhunderts                              | weitere Bilder Fotos hochladen |